# Pénzmosás
A pénzmosás a pénzügyi bűncselekmények egyike. Célja, hogy illegális úton, avagy bűnözésből szerzett anyagi nyereségeket törvényes forrásból származó nyereségként, tőkeként tüntessenek fel. Részben az Európai Unió 2018/1673. irányelvének való megfelelés érdekében – a büntetőeljárásról szóló törvény és más kapcsolódó törvények módosításáról szóló 2020. évi XLIII. törvény 53. §-a 2021. január 1-jei hatállyal teljes egészében újraszabályozta e bűncselekményt.  
Ugyancsak 2021. január 1-jétől szabálysértési alakzata is van: nem valósul meg bűncselekmény, amennyiben  a pénzmosást ötvenezer forintot meg nem haladó értékre, a szabálysértésekről, a szabálysértési eljárásról és a szabálysértési nyilvántartási rendszerről szóló 2012. évi II. törvény 177. § (1a) bekezdésében meghatározottak szerint követik el.

## A hatályos magyar jogi szabályozás

### Ágazati törvény
Korábban a pénzmosás és a terrorizmus finanszírozása megelőzéséről és megakadályozásáról szóló 2007. évi CXXXVI. törvény volt  a hatályos jogszabály. Ennek preambuluma megállapítja: "E törvény célja, hogy a pénzmosás és a terrorizmus finanszírozása tilalmának hatékony érvényesítése érdekében megelőzze és megakadályozza a bűncselekmények elkövetéséből származó pénznek vagy pénzben kifejezhető értékkel bíró dolognak a pénzmosás szempontjából veszélyeztetett tevékenységeken keresztül történő tisztára mosását, valamint a terrorizmusnak pénzzel vagy pénzben kifejezhető értékkel bíró dologgal való támogatását."  E törvény ügyfél-átvilágítási kötelezettséget, valamint bejelentési kötelezettséget írt elő meghatározott személyek és szervezetek számára.
A 2007. évi CXXXVI. törvény 2017. június 26-án vesztette hatályát. Ezen a napon lépett hatályba ) a helyébe lépő 2017. évi LIII. törvény a pénzmosás és a terrorizmus finanszírozása megelőzéséről és megakadályozásáról. 

### Büntetőjogi szabályozás
A Büntető Törvénykönyvről szóló 2012. évi C. törvény XL. fejezete szól  a pénzmosásról. 2020-ban a  Büntető Törvénykönyvet módosító 2020. évi XLIII. törvény 53. §-a  megszüntette az orgazdaság különös részi tényállását és az addig orgazdaságnak nevezett cselekmény tényállási elemeit a pénzmosás különös részi tényállásába beépítette, 2021. január 1-jétől.

#### A 2021. január 1-től hatályos szabályozás
Aki a büntetendő cselekményből származó vagyon eredetét, a vagyonon fennálló jogot, a vagyon helyét, ezek változását elfedi vagy elleplezi, pénzmosást követ el. 
Pénzmosást követ el az is, aki a büntetendő cselekményből származó vagyon eredetének, a vagyonon fennálló jognak, a vagyon helyének, ezek változásának elfedése vagy elleplezése céljából a vagyont mástól átveszi, elrejti, átalakítja, átruházza, elidegenítésében közreműködik, felhasználja, azzal összefüggésben pénzügyi tevékenységet végez, pénzügyi szolgáltatást vesz igénybe, vagy arról rendelkezik. 
Pénzmosást követ el az is, aki a büntetendő cselekményből származó vagyon mástól való átvételével, elrejtésével, átalakításával, átruházásával, elidegenítésében való közreműködéssel, felhasználásával, az azzal összefüggésben végzett pénzügyi tevékenységgel, pénzügyi szolgáltatás igénybevételével, vagy az arról való rendelkezéssel
- a) közreműködik a mással szembeni vagyonelkobzás, illetve vagyonvisszaszerzés meghiúsításában, vagy
- b) a mással szembeni vagyonelkobzás, illetve vagyonvisszaszerzés meghiúsítására törekszik.[7]

Pénzmosást követ el az is, aki a más által elkövetett büntetendő cselekményből származó vagyont
- a) megszerzi, felette rendelkezési jogosultságot szerez, vagy
- b) megőrzi, elrejti, kezeli, használja, felhasználja, átalakítja, átruházza, elidegenítésében közreműködik.[8]

A büntetés bűntett miatt öt évig terjedő szabadságvesztés, ha a pénzmosást jelentős értéket meg nem haladó értékre követik el.
A büntetés két évtől nyolc évig terjedő szabadságvesztés, ha a pénzmosást
- a) különösen nagy értékre, vagy
- b) jelentős értékre
  - ba) üzletszerűen,
  - bb) a pénzmosás és a terrorizmus finanszírozása megelőzéséről és megakadályozásáról szóló törvényben meghatározott szolgáltatóként, annak tisztségviselőjeként vagy alkalmazottjaként a szolgáltató tevékenységével összefüggésben, vagy
  - bc) hivatalos személyként

követik el.
A büntetés öt évtől tíz évig terjedő szabadságvesztés, ha a pénzmosást
- a) különösen jelentős értékre, vagy
- b) különösen nagy értékre
  - ba) üzletszerűen,
  - bb) a pénzmosás és a terrorizmus finanszírozása megelőzéséről és megakadályozásáról szóló törvényben meghatározott szolgáltatóként, annak tisztségviselőjeként vagy alkalmazottjaként a szolgáltató tevékenységével összefüggésben, vagy
  - bc) hivatalos személyként

követik el.
Aki pénzmosásra irányuló előkészületet követ el, vétség miatt egy évig terjedő szabadságvesztéssel büntetendő. 
Nem büntethető a felbujtó vagy a bűnsegéd, ha a (3) vagy a (4) bekezdésben meghatározott bűncselekményt az általa elkövetett büntetendő cselekményből származó vagyonra követi el. 
Aki a más által elkövetett büntetendő cselekményből származó vagyont elrejti, átalakítja, átruházza, elidegenítésében közreműködik, felhasználja, azzal összefüggésben pénzügyi tevékenységet végez, pénzügyi szolgáltatást vesz igénybe vagy arról rendelkezik, és gondatlanságból nem tud a vagyon eredetéről, vétség miatt két évig terjedő szabadságvesztéssel büntetendő.  
A büntetés vétség miatt három évig terjedő szabadságvesztés, ha az (1) bekezdésben meghatározott bűncselekményt
- a) különösen nagy vagy azt meghaladó értékre,
- b) a pénzmosás és a terrorizmus finanszírozása megelőzéséről és megakadályozásáról szóló törvényben meghatározott szolgáltatóként, annak tisztségviselőjeként vagy alkalmazottjaként a szolgáltató tevékenységével összefüggésben, vagy
- c) hivatalos személyként

követik el.
Nem büntethető az (1) és (2) bekezdésben meghatározott pénzmosás miatt, aki a hatóságnál önként feljelentést tesz, és az elkövetés körülményeit feltárja, feltéve, hogy a bűncselekményt még nem vagy csak részben fedezték fel.

##### A pénzmosással kapcsolatos bejelentési kötelezettség elmulasztása
Aki a pénzmosás és a terrorizmus finanszírozásának megelőzésével és megakadályozásával kapcsolatos, törvényben előírt bejelentési kötelezettségének nem tesz eleget, vétség miatt két évig terjedő szabadságvesztéssel büntetendő. 

##### Értelmező rendelkezés
A 399-400. § alkalmazásában pénzügyi tevékenységen, illetve pénzügyi szolgáltatás igénybevételén a pénzügyi szolgáltatási vagy kiegészítő pénzügyi szolgáltatási, befektetési szolgáltatási vagy befektetési szolgáltatási tevékenységet kiegészítő szolgáltatási, árutőzsdei szolgáltatási, befektetési alapkezelési, kockázati tőkealapkezelési, tőzsdei, központi értéktári vagy központi szerződő fél, vagy biztosítási, viszontbiztosítási vagy független biztosításközvetítői, illetve önkéntes kölcsönös biztosító pénztári, magán-nyugdíjpénztári vagy foglalkoztatói nyugdíj-szolgáltatási tevékenységet, illetve annak igénybevételét kell érteni.

### Az alapeset
- 399. § (1) Aki más által elkövetett büntetendő cselekményből származó
- a) dolgot átalakítja, átruházza, vagy a dologgal összefüggésben bármilyen pénzügyi tevékenységet végez, vagy pénzügyi szolgáltatást vesz igénybe abból a célból, hogy
- aa) az ilyen dolog eredetét eltitkolja, elleplezze, vagy
- ab) a más által elkövetett büntetendő cselekmény elkövetőjével szemben folytatott büntetőeljárást meghiúsítsa,
- b) dolog eredetét, az ilyen dolgon fennálló jogot vagy az e jogban bekövetkezett változásokat, az ilyen dolog helyének változását vagy azt a helyet, ahol az ilyen dolog található, eltitkolja, vagy elleplezi,

bűntett miatt egy évtől öt évig terjedő szabadságvesztéssel büntetendő.
- (2) Az (1) bekezdés szerint büntetendő, aki a más által elkövetett büntetendő cselekményből származó dolgot
- a) magának vagy harmadik személynek megszerzi,
- b) megőrzi, kezeli, használja vagy felhasználja, azon vagy az ellenértékén más anyagi javakat szerez,

ha a dolog eredetét az elkövetés időpontjában ismerte.
- (3) Az (1) bekezdés szerint büntetendő, aki bűncselekményének elkövetéséből származó dolgot ezen eredetének leplezése, titkolása céljából
- a) gazdaság tevékenység gyakorlása során felhasználja,
- b) a dologgal összefüggésben bármilyen pénzügyi tevékenységet végez, vagy pénzügyi szolgáltatást vesz igénybe.

### Minősített eset
- (4) A büntetés két évtől nyolc évig terjedő szabadságvesztés, ha az (1)-(3) bekezdésben meghatározott pénzmosást
- a) üzletszerűen,
- b) különösen nagy vagy azt meghaladó értékre,
- c) pénzügyi intézmény, befektetési vállalkozás, árutőzsdei szolgáltató, befektetési alapkezelő, kockázati tőkealap-kezelő, tőzsdei, elszámolóházi, központi értéktári vagy központi szerződő fél tevékenységet végző szervezet, biztosító, viszontbiztosító vagy független biztosításközvetítő, illetve önkéntes kölcsönös biztosító pénztár, magánnyugdíjpénztár vagy foglalkoztatói nyugdíjszolgáltató intézmény, szerencsejáték szervezésével foglalkozó szervezet, vagy szabályozott

ingatlanbefektetési társaság tisztségviselőjeként vagy alkalmazottjaként,
- d) hivatalos személyként vagy
- e) ügyvédként

követik el.
- (5) Aki az (1)-(4) bekezdésben

meghatározott pénzmosás elkövetésében megállapodik, vétség miatt két évig terjedő szabadságvesztéssel büntetendő.
- 400. § (1) Aki a más által elkövetett bűncselekményből származó
- a) dolgot gazdasági tevékenység gyakorlása során felhasználja,
- b) dologgal összefüggésben bármilyen pénzügyi tevékenységet végez, vagy pénzügyi szolgáltatást vesz igénybe, és gondatlanságból nem tud a dolog ezen eredetéről, vétség miatt két évig terjedő szabadságvesztéssel büntetendő.
- (2) A büntetés három évig terjedő szabadságvesztés, ha az (1) bekezdésben meghatározott bűncselekményt
- a) különösen nagy vagy azt meghaladó értékre,
- b) pénzügyi intézmény, befektetési vállalkozás, árutőzsdei szolgáltató, befektetési alapkezelő, kockázati tőkealap-kezelő, tőzsdei, elszámolóházi, központi értéktári vagy központi szerződő fél tevékenységet végző szervezet, biztosító, viszontbiztosító vagy független biztosításközvetítő, illetve önkéntes kölcsönös biztosító pénztár, magánnyugdíjpénztár vagy foglalkoztatói nyugdíjszolgáltató intézmény, szerencsejáték szervezésével foglalkozó szervezet, vagy szabályozott ingatlanbefektetési társaság tisztségviselőjeként vagy alkalmazottjaként, illetve
- c) hivatalos személyként

követik el.
- (3) Nem büntethető az (1)-(2) bekezdésben meghatározott pénzmosás miatt, aki a hatóságnál önként feljelentést tesz, és az elkövetés körülményeit feltárja, feltéve, hogy a bűncselekményt még nem vagy csak részben fedezték fel.

### A pénzmosással kapcsolatos bejelentési kötelezettség elmulasztása
401. § Aki a pénzmosás és a terrorizmus finanszírozásának megelőzésével és megakadályozásával kapcsolatos, törvényben előírt bejelentési kötelezettségének nem tesz eleget, vétség miatt két évig terjedő szabadságvesztéssel büntetendő.

### Értelmező rendelkezés
- 402. § (1) A 399-400. § alkalmazásában dolgon a vagyoni jogosultságot megtestesítő olyan okiratot, dematerializált értékpapírt is érteni kell, amely a benne tanúsított vagyoni érték vagy jogosultság feletti rendelkezést önmagában, illetve dematerializált formában kibocsátott értékpapír esetén az értékpapírszámla jogosultjának biztosítja.
- (2) A 399-400. § alkalmazásában pénzügyi tevékenységen, illetve pénzügyi szolgáltatás igénybevételén a pénzügyi szolgáltatási vagy kiegészítő pénzügyi szolgáltatási, befektetési szolgáltatási vagy befektetési szolgáltatási tevékenységet kiegészítő szolgáltatási, árutőzsdei szolgáltatási, befektetési alapkezelési, kockázati tőkealapkezelési, tőzsdei, elszámolóházi, központi értéktári vagy központi szerződő fél, vagy biztosítási, viszontbiztosítási vagy független biztosításközvetítői, illetve önkéntes kölcsönös biztosító pénztári, magán-nyugdíjpénztári vagy foglalkoztatói nyugdíj-szolgáltatási tevékenységet, illetve annak igénybevételét kell érteni.